# 小行星2676
小行星2676（2676 Aarhus）是一颗绕太阳运转的小行星，为主小行星带小行星。该小行星于1933年8月25日发现。
該小行星以丹麥的城市奧胡斯命名。

## 轨道参数
小行星2676的轨道半长轴为2.4040310 UA，离心率为0.1269561。